# ミミキジ属
ミミキジ属（ミミキジぞく、Crossoptilon）は、鳥綱キジ目キジ科に属する属。模式種はシロミミキジ。

## 分布
インド北部、中華人民共和国

## 形態
メスよりもオスのほうが大型になる。頬から後方へ白い羽毛が伸長する。属名Crossoptilonは「房状の羽」の意で、頬から伸長する羽毛に由来する。また和名や英名earedはこの羽毛が耳のように見えることに由来する。尾羽の枚数は20-24枚。頭頂は黒い羽毛で被われる。
顔には羽毛が無く、赤い肉垂れ状の皮膚が露出する。後肢の色彩は赤い。
オスは肉垂がより大型で、後肢に蹴爪がある。

## 分類
シロミミキジの亜種チベットシロミミキジを独立種とする説もある。
- Crossoptilon auritum　アオミミキジ　Blue eared-pheasant
- Crossoptilon crossoptilon　シロミミキジ　White eared-pheasant
- Crossoptilon mantchuricum　ミミキジ　Brown eared-pheasant

## 生態
標高1,300-5,000mにある森林や岩場、草原などに生息する。
食性は雑食で、植物の根、果実、種子、昆虫、ミミズなどを食べる。
繁殖形態は卵生。木の根元などに窪みを掘って、1回に4-7回の卵を産む。

## 人間との関係
開発による生息地の破壊、食用やペット、剥製目的の乱獲などにより生息数が減少している種もいる。

## 画像

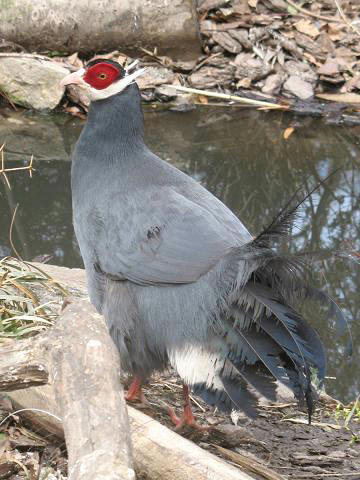
アオミミキジ C. auritum
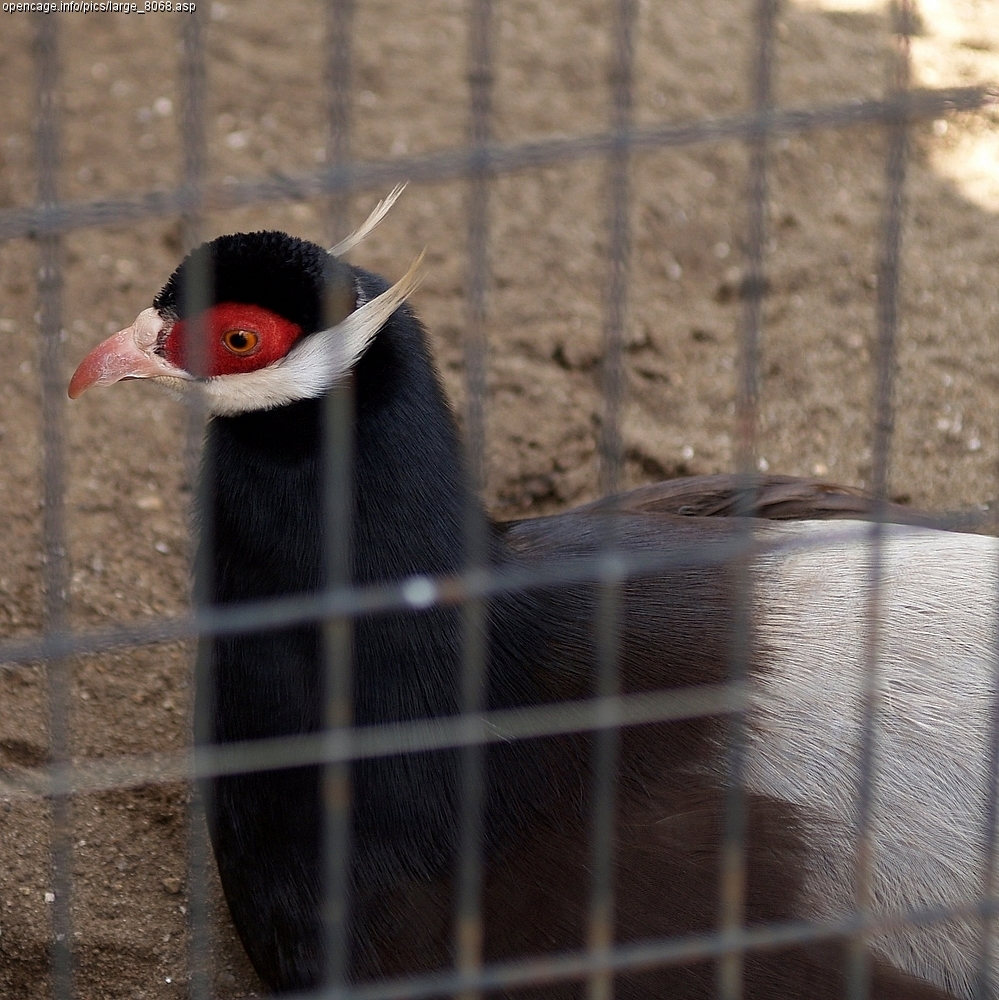
ミミキジ C. mantchuricum